# TCBY
A TCBY (The Country's Best Yogurt) é uma cadeia americana de lojas de iogurte congelado. É uma das maiores varejistas de iogurte congelado dos Estados Unidos.

## História
Em 1981, Frank D. Hickingbotham abriu o primeiro TCBY em Little Rock, Arkansas. A TCBY começou a franquear no ano seguinte e, em 1984, havia mais de 100 lojas.
Antes de 1984, o nome da empresa era “This Can't Be Yogurt”, mas uma ação judicial de um concorrente, I Can't Believe It's Yogurt!, forçou a TCBY a criar um novo nome a partir de suas iniciais, eventualmente usando “The Country's Best Yogurt”. A TCBY começou a usar a marca conjunta com Taco Bell, McDonald's, Subway e Burger King em 1995.
Em 1991, a TCBY se mudou para o edifício mais alto do Arkansas, a Simmons Tower, localizada no centro de Little Rock, e o edifício foi rebatizado de The TCBY Tower até 2000, quando a TCBY o desocupou.
A Mrs. Fields adquiriu a TCBY no início de 2000 e se tornou a Mrs. Fields Famous Brands. A empresa combinada mudou a sede para Broomfield, Colorado, em 2012.
A TCBY também esteve presente na Costa Rica e na Nicarágua por vários anos, mas fechou todas as suas filiais.
Em 2001, havia 1.777 estabelecimentos da TCBY em todo o país. Em 2011, após várias ondas de fechamentos, havia 405.